# Cuca, Galați
Cuca là một xã thuộc hạt Galați, România. Dân số thời điểm năm 2002 là 2609 người.